# Milene Dominguesová
Milene Dominguesová, nepřechýleně a celým jménem Milene Domingues Aganzo (* 18. června 1979), také známá jako Mika, je brazilská bývalá fotbalistka, která hrála jako záložnice.
Dominguesová se narodila v São Paulo a hrála v propagačním futsalovém týmu modelek provozovaném modelingovou agenturou Flash Book. Svou hráčskou kariéru ukončila v CF Pozuelo de Alarcón. Bývalá modelka drží ženský rekord v žonglování s míčem. Až do přestupu Keiry Walsh do Barcelony v roce 2022 za 400 000 liber byla Dominguesová nejdražší fotbalistkou ve Španělsku, která stála přes 200 000 liber, a druhá na světě za Pernille Harderovou, která stála 250 000 liber.
Na mezinárodní úrovni byla zařazena do ženského národního fotbalového týmu Brazílie na Mistrovství světa ve fotbale žen 2003. Nebyla považována za silnou hráčku, ale brazilští trenéři cítili, že by přilákala zájem médií a veřejnosti. Ve všech čtyřech zápasech zůstala nevyužitou náhradnicí, protože Brazílie vypadla ve čtvrtfinále.